# 五十嵐貴志
五十嵐 貴志（いがらし たかし、1990年〈平成2年〉2月10日 - ）は、日本のバスケットボール選手。山形県出身。B3.LEAGUEのさいたまブロンコスに所属している。ポジションはパワーフォワード。

## 来歴
羽黒高校を卒業後、神奈川大学に進学。
卒業後、アイシン・エィ・ダブリュ アレイオンズ安城に入団。
2021年、山形ワイヴァンズに移籍。
2022年7月22日にさいたまブロンコスに移籍。

## 経歴
- 城北ミニ - 鶴岡市立鶴岡第一第一中学校 - 羽黒高校 - 神奈川大学 - アイシン・エィ・ダブリュ アレイオンズ安城 - 山形ワイヴァンズ - さいたまブロンコス